# Лоу, Хиок Чан

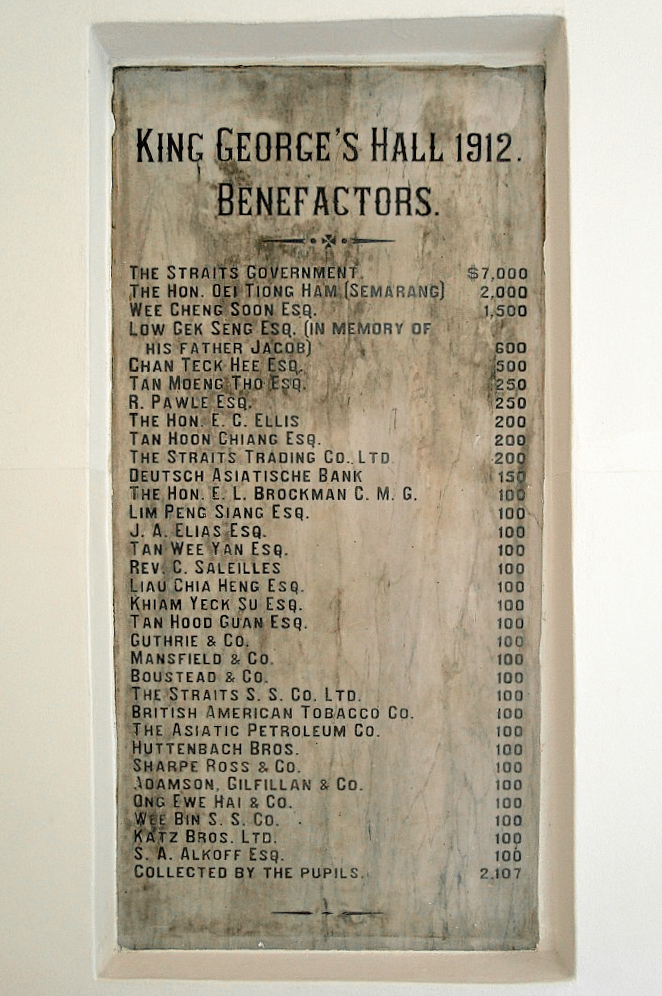
Мемориальная табличка с указанием жертвователей, Сингапурский художественный музей, Сингапур

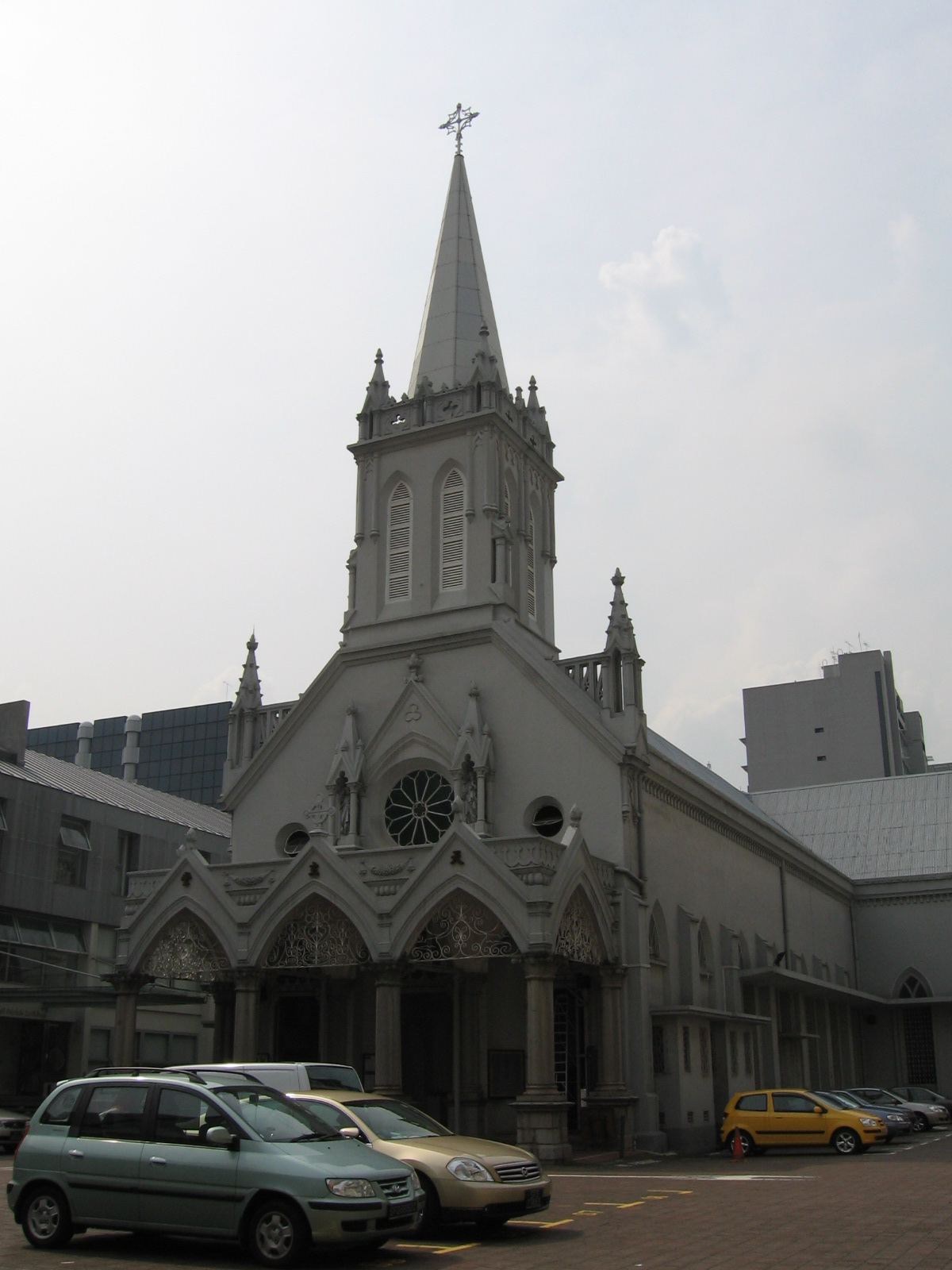
Церковь святых Петра и Павла, Сингапур

Лоу Кхиок Чан, известный также как Джейкоб Лоу  (англ.  Low Khiok Chiang, 1843 — 12 марта 1911) — известный бизнесмен и филантроп, сыгравший значительную роль в распространении католицизма в Сингапуре и Таиланде. При его непосредственном участии было построено большинство католических храмов в Сингапуре и Бангкоке.

## Биография
Хиок Чан Лоу родился в 1843 году на той части территории китайской провинции Гуандун, где впоследствии возник город Шаньтоу. В середине XIX века Хиок Чан Лоу вместе с братом эмигрировал в Сингапур. В 1859 году он поступил на работу в католическую миссионерскую организацию «Парижское общество заграничных миссий». Через некоторое время он отправился в Сиам, где стал заниматься розничным бизнесом. В 1872 году основал фирму, которая занималась импортом и экспортом промышленных товаров. С 1880 году коммерческая деятельность Хиока Чан Лоу находилась под патронажем короля Сиама Чулалонгкорна.
После достижения финансового успеха Хиок Чан Лоу начал жертвовать значительные денежные суммы на строительство католических храмов и создание католической организационной структуры в Сингапуре и Бангкоке. В конце XIX века он отремонтировал в Сингапуре католическое образовательное учреждение «Конвент святого Младенца Иисуса», построил церковь святого Иосифа, заменил витражи в церкви святых Петра и Павла.
В Бангкоке Хиок Чан Лоу приобрёл земельный участок, чтобы построить там католический храм. Около 1902 года он оплатил строительство католического храма в родном городе Шаньтоу.
Самым большим достижением Хиока Чан Лоу было строительство Собора Успения Пресвятой Девы Марии в Бангкоке, который был построен в 1909 году. Последним проектом Хиока Чан Лоу стала церковь Святого Сердца Иисуса в Сингапуре, строительство которой было закончено в 1910 году.
Хиок Чан Лоу умер 12 марта 1911 года от инфекции крови. Его тело было доставлено из Бангкока в Сингапур. Он был похоронен на территории президентского дворца в Сингапуре. В 1970 году его тело было эксгумировано и перезахоронено на кладбище Чао Чу Кан в Сингапуре.

## Источник
- Rev. J. A. Bethune Cook, Sunny Singapore: An Account of the Place and its People with a Sketch of the Results of Missionary Work, London: Elliot Stock, 1907, стр. 134
- Roman Catholic Church in Singapore: Roman Catholic Archdiocese of Singapore, Low Khiok Chiang, Roman Catholicism in Singapore, LLC Books and Books Group (недоступная ссылка)[неавторитетный источник]